# Tatort: Schicki-Micki
Schicki-Micki ist ein Fernsehfilm aus der Krimireihe Tatort. Der vom Bayerischen Rundfunk produzierte Beitrag wurde am 29. Dezember 1985 im Ersten Programm der ARD erstgesendet. Er ist der fünfte Einsatz von Kommissar Lenz, gespielt von Helmut Fischer und die 176. Tatort-Folge insgesamt. Lenz hat es mit dem Mord an einem engagierten Journalisten zu tun.

## Handlung
Während der „Stadtindianer“ Dallinger als aufrechter Kämpfer gegen die Gentrifizierung und Verdrängung alteingesessener Gaststätten protestiert, hält Stadtrat Völk in einer neu eröffneten Nobelgaststätte eine Laudatio auf den Großgastronomen Hörmann, der die Schwabinger Gastronomie-Szene komplett umkrempelt. Mike Zoller ist ein engagierter Enthüllungsjournalist, der diese Machenschaften kritisch begleitet. Er verabredet sich mit einem Informanten, der über fragwürdige Methoden berichten möchte. Sein Kollege Richert ist von Zollers Engagement und Berichterstattung nicht begeistert, auch sein Chefredakteur mahnt Zoller zur Zurückhaltung. In einer alten Schwabinger Gaststätte treffen sich Zoller und seine Kollegin Vera Jansen am Abend im Rahmen einer Reportage mit der Stammtischgesellschaft von Kommissar Lenz auf ein Interview. Am Nebentisch sitzen vier Rocker, die Ärger machen. Lenz und Zoller mischen sich ein, als diese die Wirtin anpöbeln und die Zahlung verweigern wollen. Die Rocker flüchten und schlagen dabei Zoller nieder, trotzdem eilt er ihnen hinterher. 
Am nächsten Morgen findet ein Jogger im Englischen Garten die Leiche von Zoller, er ist vermutlich mit einer Flasche erschlagen worden. Lenz kann ihn identifizieren. Da er Zeuge des Streits am Vorabend war, steht für ihn fest, dass nur die Rocker als Täter in Frage kommen. Er fragt Vera Jansen, ob Zoller sich durch seine journalistische Arbeit Feinde gemacht habe, z. B. in der Rockerszene. Sie berichtet Lenz, dass er in der Vergangenheit öfter kritisch über den gastronomischen Geschäftsführer Stiegler und dessen Chef Hörmann berichtet habe. Aktuell allerdings habe er ihres Wissens an keiner brisanten Story gearbeitet. Als Lenz mit seinem Kollegen Brettschneider Stiegler aufsucht, ist gerade ein Schutzgelderpresser bei ihm. Er kann der Polizei entkommen. In der Nacht bemerkt Vera Jansen einen fremden Mann in ihrer Wohnung, der die Flucht ergreift, als er bemerkt wird. Unterdessen sucht Frau Meier, die Wirtin von Lenz‘ Stammkneipe, diesen nachts zu Hause auf, um ihm von gehäuften Schikanen gegen ihr Lokal zu berichten. Sie vermutet dahinter eine Methode, um sie zu zermürben. Der Zeuge Ulmer, ein alter Herr, meint zu Lenz, dass nicht die Rocker, sondern Verschwörer Zoller umgebracht hätten, denen Zollers journalistische Arbeit ein Dorn im Auge war. 
Aufgrund von Hinweisen können Lenz und seine Kollegen die Rocker in einer Hütte bei Brannenburg ausfindig machen und festnehmen. Sie gehört Hörmann. Die Anwälte Hörmanns können den Staatsanwalt davon überzeugen, dass die Rocker nur zufällig in dessen Landhaus „eingebrochen“ seien. Auch die Zeitung von Zoller berichtet nicht über den Zusammenhang, da der Chefredakteur Hörmann nicht „vorverurteilen“ will. Richert, der nunmehr die Arbeit von Zoller übernimmt, bezeichnet Lenz gegenüber Hörmann als erfolgreichen Unternehmer, über den man nichts Schlechtes berichten könne. Lenz sucht den „Stadtindianer“ Dallinger auf, er hat erfahren, dass dieser selbst früher Wirt in Schwabing war, bis er mit rabiaten Methoden von Hörmann und Stiegler verdrängt wurde. Da er sich mit Zoller überworfen hatte, mit dessen Berichterstattung über sich er nicht einverstanden war, wird er als Tatverdächtiger festgenommen. Er bestreitet die Tat. Brettschneider vernimmt einen der Rocker, dieser gibt an, dass sie Zoller nur einmal geschlagen hätten, als er sie eingeholt habe, dann sei er geflohen und er und seine Freunde hätten keine Lust an einer weiteren Konfrontation gehabt. Vera Jansen veröffentlicht auf Lenz‘ Anweisung einen Artikel, in dem sie über eine eventuelle Verstrickung Hörmanns und Stieglers in den Fall berichtet. Ihr Chefredakteur reagiert ungehalten auf den Artikel. 
Im Schreibtisch von Mike Zoller findet Lenz Aufzeichnungen, aus denen hervorgeht, dass Stiegler auf Hörmanns Geheiß Wirte systematisch fertig gemacht hat, um diese zu verdrängen. Dallinger wird freigelassen. Lenz und Brettschneider suchen Stiegler auf, dieser gibt schließlich zu, die Rocker beauftragt zu haben, das Schwabinger Lokal ein wenig „aufzumischen“ und Ärger zu machen. Er bemerkt, dass diese „Idioten“ Zoller umgebracht hätten, was Stiegler natürlich nicht gewollt habe. Lenz und Brettschneider nehmen Stiegler trotzdem wegen Anstiftung zum Totschlag fest. Hörmann distanziert sich von Stiegler und bemerkt Lenz gegenüber, dass er solche Methoden ablehnt. Er würde, wenn er etwas erreichen wolle, andere Methoden bevorzugen, z. B. Journalisten kaufen. Lenz wird hellhörig und sieht sich in der Redaktion um. Dabei erfährt Lenz, dass Richert die Fernsehsendung, die er jeden Dienstag rezensieren muss, auf Video aufzeichnen und später rezensieren kann, da er ein gewisses Zeitfenster bis Redaktionsschluss hat. Richert hatte angegeben, dass er nicht bei der Reportage mit Jansen und Zoller dabei sein konnte, weil er die Sendung sehen musste. Lenz findet in Zollers Computer den Vertrag zwischen Hörmann und Richert, so dass klar war, dass dieser für ein Gehalt von DM 2.000,- monatlich für Hörmann berichtet hat. Zoller hatte den Vertrag über Beziehungen in der Gastronomie-Szene erhalten.
Richert ist gerade mit Vera Jansen im Auto unterwegs, er sagt ihr, dass er wisse, dass auch sie eine Kopie des „Arbeitsvertrages“ mit Hörmann habe, und will, dass sie ihm diese herausgibt. Vera wird klar, dass er der Unbekannte in ihrer Wohnung war. Zudem gesteht er ihr, Zoller umgebracht zu haben, was er allerdings nicht gewollt habe, er habe es nur auf den Vertrag abgesehen. Zoller hingegen wollte den Vertrag veröffentlichen, worauf es zum Kampf zwischen den beiden und der Tötung Zollers gekommen war. Als er hinter sich ein Polizeiauto mit Blaulicht bemerkt, fährt Richert mit Vera Jansen als Geisel davon. Jansen greift Richert ins Lenkrad, so dass dieser einen Unfall baut und die Polizei Richert festnehmen kann.

## Hintergrund
Der Film wurde vom September bis Oktober 1985 in München und Umgebung gedreht.
Kommissar Ludwig Lenz übernahm die Kommissarenstelle von Hauptkommissar Veigl (Gustl Bayrhammer), der sich im April 1981 mit dem München-Tatort Tatort: Usambaraveilchen  in den Ruhestand verabschiedet hatte. Bis dahin war er der Assistent, der dem Kriminalrat Schubert beweisen möchte, dass er der neuen Aufgabe gewachsen ist. Lenz ermittelte in den Jahren 1981 bis 1987 in insgesamt sieben Fällen.
Das Drehbuch basiert auf den Erfahrungen zweier leitenden Journalisten der Süddeutschen Zeitung: Herbert Riehl-Heyse und Ernst Fischer.

## Rezeption

### Einschaltquoten
Die Erstausstrahlung von Schicki-Micki am 29. Dezember 1985 wurde in Deutschland von 20,04 Millionen Zuschauern gesehen und erreichte einen Marktanteil von 48 Prozent für Das Erste.

### Kritik
Helmut Schödel bei Die Zeit.de urteilt recht sarkastisch: „Die Journalistenschelte, die der Film enthält, ist eher für Kollegen bestimmt. Über Albernheiten lacht man auf diesem Niveau nur, wenn man selber an ihnen beteiligt ist. Diese Szenen hatten etwas von der kritischen Wucht eines Tafel-Graffitos in der Schule. […] Kaum hat man sich auf die Verfolgungsjagd eingestellt, ist sie auch schon zu Ende.“
Die Kritiker der Fernsehzeitschrift TV-Spielfilm meinen: „Klasse: Fischer als renitenter Anti-Schick.“